# Зейботс, Гайдис Андрейс
Га́йдис А́ндрейс Зе́йботс (латыш. Gaidis Andrejs Zeibots, род. 26 июня 1945, Валкский уезд, Латвийская ССР, СССР) — вице-адмирал (2004) ВМФ Латвии, главнокомандующий НВС Латвии с 2003 года по 2006 года. Первый командир Военно-морских сил Латвии. Участник проекта создания военно-морской эскадры «Балтрон» стран Балтии. Кавалер ордена Трёх звёзд, командор Большого креста ордена Виестура (2004).

## Биография
Родился в 1945 года в Циргальской волости, в семье Марты и Юлия Зейботса. В конце Второй мировой войны отец пропал без вести, и воспитывал Гайдиса отчим — Эдуард Пайкенс. С детства мальчик показывал хорошие способности в технике и музыке. Отчима после открытия им автомастерской осудили на пять лет тюрьмы как «капиталиста». Гайдис учился в средней школе в Гауйиене и два года проучился в музыкальной школе в Смилтене. Был одним из лучших учеников в своей школе. Бабушка не разрешила ему вступать в пионеры, так как считала, что скоро времена изменятся. Окончив школу, Андрей Зейботс отправился учиться в Ленинград.

## Образование[4]
- 1969 год — Высшее военно-морское училище радиоэлектроники имени А. С. Попова.
- 1980 год — Военно-морская академия имени А. А. Гречко.
- 1987 год — Военная академия тыла и транспорта.
- 1999 год — Военно-армейский колледж США (Карлайл).

## Карьера
- 1969—1970 — начальник радиотехнической службы фрегата Таллинской военно-морской базы;
- 1970—1972 — начальник радиотехнической службы эскадренного миноносца «Степенный»;
- 1973—1975 — старший помощник командира эскадренного миноносца «Степенный»;
- 1976—1978 — командир корабля 2 ранга эскадренного миноносца «Степенный»;
- 1980—1985 — заместитель, начальник штаба дивизии ракетных кораблей (Балтийск);
- 1985—1988 — заместитель командира Лиепайской военно-морской базы;
- 1988—1991 — командир дивизиона (4,5 тыс. моряков) военных кораблей (Гдыня, Польша);
- 1992—1999 — начальник управления Морских Сил Латвии, командир Морских Сил Национальных Вооружённых Сил Латвии;
- 2000—2001 — исполнительный секретарь Министерства обороны Латвии по вопросам интеграции в НАТО;
- 2001—2003 — заместитель командующего Национальными Вооружёнными Силами Латвии;
- 2003—2006 — командующий Национальными Вооружёнными Силами Латвии.

## Награды
- Золотая медаль ордена Трёх звёзд (1997 г.)[5]
- Рыцарский крест 1 класса ордена Заслуг (1998 г., Норвегия)[6]
- Офицерский крест ордена Великого князя Литовского Гядиминаса (2001 г., Литва)[7]
- Орден Виестура 1 степени с мечами (2004 г.)[8]
- Орден Орлиного креста I класса (2005 г., Эстония)[9]
- Командор ордена Инфанта дона Энрике (2003 г., Португалия)[10]
- Почётная грамота Президента Латвии (2020 г.)[11]
- Две медали Министерства обороны (медаль Национальных Вооружённых Сил и медаль Морских Сил Латвии)